# Jacqueline Kennedy Onassis

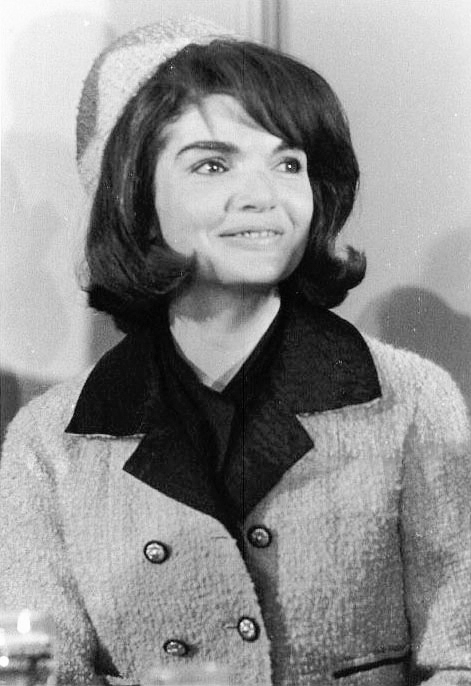
Jacqueline Kennedy, 1963

Jacqueline „Jackie“ Lee Bouvier Kennedy Onassis, geb. Bouvier (* 28. Juli 1929 in Southampton, New York; † 19. Mai 1994 in New York City), war eine US-amerikanische Journalistin und Verlagslektorin. Sie war die Ehefrau des 35. US-Präsidenten John F. Kennedy und damit vom 20. Januar 1961 bis zum 22. November 1963 die First Lady der Vereinigten Staaten.
Die in den 1960er Jahren als Jackie Kennedy bekanntgewordene Präsidentengattin machte durch ihren modischen Stil und ihre Bemühungen um die Kulturförderung auf sich aufmerksam. Während ihrer zweiten Ehe mit dem 23 Jahre älteren griechischen Reeder Aristoteles Onassis, von 1968 bis zu dessen Tod 1975, verliehen ihr die Medien den Spitznamen Jackie O.

## Leben

### Kindheit und Jugend
Ihre Eltern, der irisch- und französischstämmige New Yorker Bankier John Vernou Bouvier III (1891–1957) und Janet Norton Lee (1907–1989), heirateten am 7. Juli 1928 in der katholischen Kirche St. Philomena in East Hampton. Der erste Bouvier, der in den USA lebte, war 1815 aus der Provence nach Philadelphia ausgewandert. Norton Lees Großeltern waren aus dem County Cork stammende Einwanderer, die sich während der Großen Hungersnot in Irland in den 1840er Jahren in New York niedergelassen hatten.
Jacqueline Bouvier wurde 1929 in Long Island geboren. Im März 1933 kam Jacquelines Schwester Caroline Lee Bouvier zur Welt. Die Schwestern wurden römisch-katholisch erzogen. In den ersten Jahren wohnte die Familie in New York, wo Jacqueline 1935 eingeschult wurde, und in East Hampton.
Die Eltern ließen sich 1940 scheiden. Die Mutter heiratete noch zweimal, ihr zweiter Ehemann war der zweifach geschiedene New Yorker Börsenmakler Hugh Dudley Auchincloss junior (1897–1976). Aus dieser Ehe hatte Jacqueline zwei Halbgeschwister, Janet Jennings Auchincloss (1945–1985) und James Lee Auchincloss (* 1947). Durch die beiden ersten Ehen ihres Stiefvaters Hugh Auchincloss hatte sie zudem drei Stiefgeschwister, Hugh D. Auchincloss III. (1927–2015), Nina Gore Auchincloss (* 1935) und Thomas Gore Auchincloss (* 1937). 1947 schloss Jacqueline ihre Schulausbildung in Farmington (Connecticut) ab. Neben Englisch hatte sie Französisch, Italienisch und Spanisch gelernt.

### Studium
Sie begann am Vassar College in Poughkeepsie, das sie bis 1949 besuchte, ein Studium in Geschichte, Literatur, Kunst und Französisch. 1947/1948 erhielt sie den Titel Debütantin des Jahres. Zwischen 1949 und 1950 lebte sie für ein Jahr als Austauschschülerin in Frankreich und besuchte die Sorbonne in Paris sowie die Universität Grenoble. Später bezeichnete sie diese Zeit als das schönste Jahr ihres Lebens. Im Alltag bevorzugte sie die französische Aussprache ihres Vornamens. Ihr Studium der Französischen Literatur beendete sie an der George Washington University. Danach absolvierte sie an der Georgetown University ein Aufbaustudium in amerikanischer Geschichte.
Nachdem sie 1951 ihre Ausbildung abgeschlossen hatte, fand sie eine Anstellung als Fotografin und Journalistin bei der Zeitung Washington Times-Herald; sie verdiente 42,50 US-Dollar pro Woche. Ihre Aufgabe bestand darin, zufällig ausgewählten Bewohnern in Washington D. C. originelle Fragen zu stellen, die zunehmend politischer werden sollten.
Zunächst verlobte sich Bouvier im Dezember 1951 mit dem jungen Börsenmakler John Husted; im März 1952 wurde die Verlobung aufgelöst.

### Ehe mit John F. Kennedy

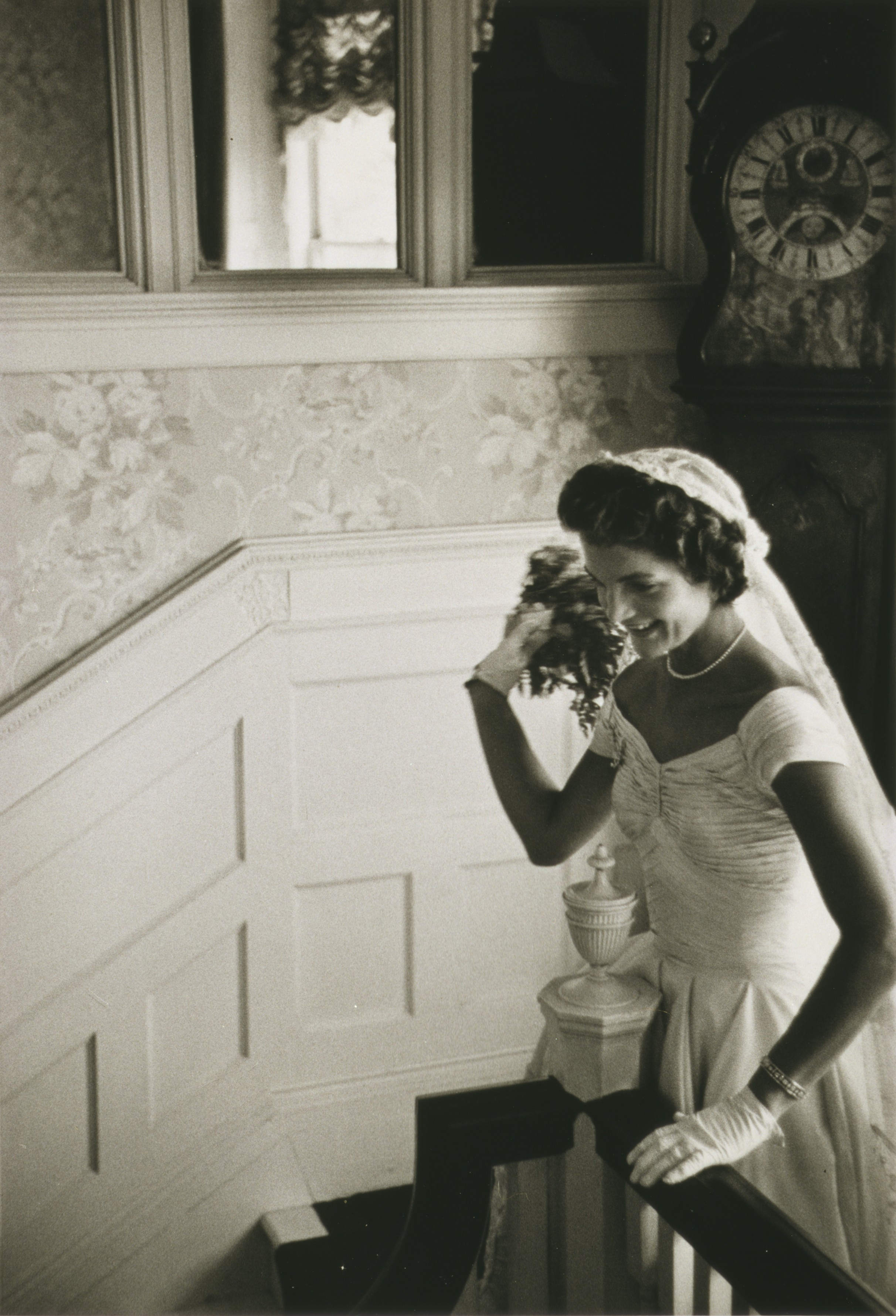
Jacqueline Kennedy am Tag der Hochzeit mit John F. Kennedy (Fotografie von Toni Frissell, 1953)

#### Ehe- und Familienleben
John F. Kennedy und Jacqueline Bouvier lernten sich im Mai 1951 auf einer Dinnerparty kennen und verlobten sich im Juni 1953. Sie heirateten am 12. September 1953 in Newport, Rhode Island. Die ersten Jahre ihrer Ehe verbrachten sie in Washington D. C.
John F. und Jacqueline Kennedy bekamen vier Kinder: Arabella (Totgeburt 1956), Caroline (* 27. November 1957), John F. Kennedy, Jr. (* 25. November 1960; † 16. Juli 1999) und Patrick Bouvier Kennedy (Frühgeburt, * 7. August 1963; † 9. August 1963).
Die zehnjährige Ehe mit John F. war nicht immer glücklich. Das belegen ihre zahlreichen langen und sehr persönlichen Briefe an den irischen Priester Joseph Leonard, die sie ihm im Rahmen einer seelsorgerischen Korrespondenz ab 1950 bis zu seinem Todesjahr 1964 nach Irland schickte und die erst 2014 auftauchten.
Ihr Verhältnis zur Familie Kennedy war schwierig, da sie andere Ideale hatte und unter anderem von dem in dem Clan häufig betriebenen Sport nicht viel hielt. Die Kennedy-Schwestern verliehen ihr den Spitznamen die Debütantin; Jacqueline beschwerte sich über die Manieren und den Umgangston der Familie.

#### First Lady der Vereinigten Staaten

##### Wahlkampf
Im Wahlkampf von 1960, in dem John F. Kennedy für das Präsidentenamt kandidierte, spielte Jacqueline eine zwar durch ihre Schwangerschaft begrenzte, aber doch aktive Rolle. Sie beteiligte sich an Fernseh- und Zeitungsinterviews und nahm Radiokampagnen in fremden Sprachen auf. Ferner beriet sie ihren Mann in der Gestaltung seiner Reden, indem sie sich an geschichtlichen Beispielen orientierte.
Kennedy erhielt bei der Präsidentschaftswahl am 8. November 1960 112.827 Stimmen mehr als Richard Nixon und 303 Wahlleute (Nixon: 219). Er wurde am 20. Januar 1961 in sein Amt eingeführt. Jacqueline Kennedy war damit die drittjüngste First Lady der USA. Während Kennedys Präsidentschaft zeigte sie sich zunächst politisch desinteressiert.

##### Einrichtung des Weißen Hauses, kulturelles Engagement
Jacqueline Kennedys erstes großes Projekt waren Veränderungen der Einrichtung im Weißen Haus. Zu diesem Zweck gründete sie im Februar 1961 ein Gremium. Sie setzte sich des Weiteren mit Leuten in Verbindung, von denen sie wusste, dass sie Gegenstände aus dem Weißen Haus aus früheren Jahren besaßen und beförderte Besitztümer ehemaliger US-Präsidenten aus dem Keller ans Licht. „Alle Leute, die das Weiße Haus besuchen, sollen darin ein Gefühl für Geschichte bekommen.“
Am 14. Februar 1962 führte sie „das amerikanische Fernsehen“ durch das Weiße Haus. Charles Collingwood vom Columbia Broadcasting System (CBS) moderierte die Führung, die über 50 Millionen Amerikaner verfolgten. Die National Academy of Television Arts and Sciences verlieh Jacqueline Kennedy aufgrund des Erfolgs der Sendung einen Emmy-Award.
Jacqueline Kennedy kümmerte sich insgesamt um einen kulturellen Anstrich mit geistigen Ansprüchen. Unter anderem gewährte sie der französischen Küche großen Einfluss in der präsidialen Umgebung. Am 29. April 1962 organisierte sie ein Treffen von 49 Nobelpreisträgern im Weißen Haus und am 8. Januar 1963 eine Ausstellung der Mona Lisa in Washington.

„Kennedy lobte das Dinner im Weißen Haus als die dichteste Konzentration von Wissen und Talent seit den Tagen, da Thomas Jefferson dort allein sein Essen einnahm. […] Die Leute sollten wissen, so sagte sie [Bouvier], dass auch unter ihrem Pillbox-Hütchen etwas sei.“

##### Öffentliche Auftritte, Stil-Ikone

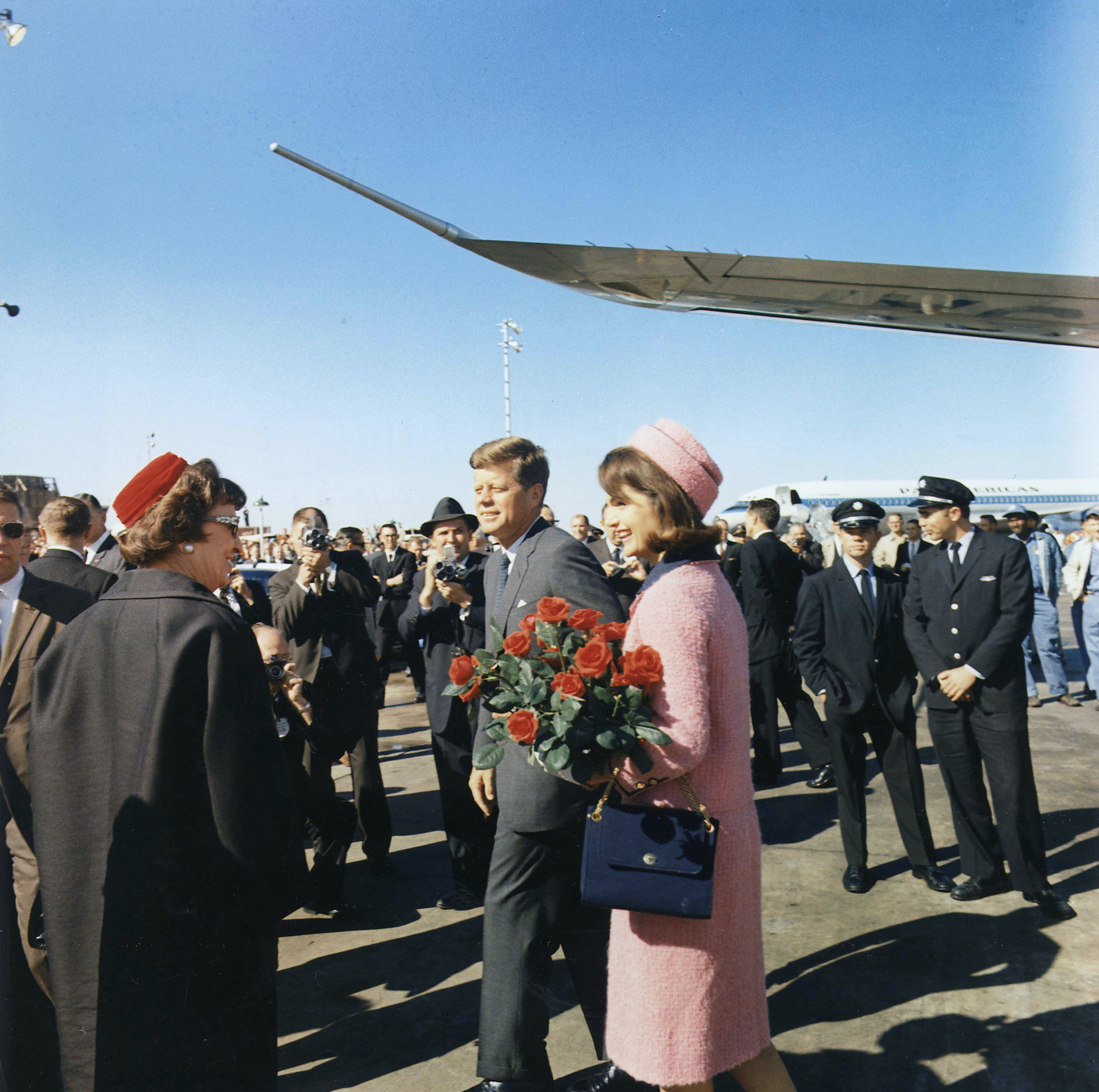
Jacqueline und John F. Kennedy werden am 22. November 1963 in Dallas nach der Landung auf dem Flughafen Love Field begrüßt. (Fotografie von Cecil W. Stoughton)

Jacqueline Kennedy machte in der Öffentlichkeit vor allem durch ihre Garderobe auf sich aufmerksam. Besonders populär waren ihre Pillbox-Hüte. Bereits Ende 1960 war sie zur Bestgekleideten Frau der Welt gewählt worden. Für die Anfertigung ihrer Kleider wählte sie den Hollywood-Designer Oleg Cassini aus. Er gestand ihr guten Geschmack und vor allem die Fähigkeit zu, sich mit kompetenten Menschen umgeben zu haben. Jacqueline Kennedy wurde von allen First Ladys am meisten fotografiert und rief das größte Medieninteresse hervor. Ihre geometrischen, schlicht geschnittenen Kostüme und die Pillbox-Hüte wurden von Frauen auf der ganzen Welt kopiert.
Einen ihrer am meisten beachteten Auftritte hatte sie, als sie mit ihrem Mann am 31. Mai 1963 zu Charles de Gaulle nach Frankreich reiste, wo sie mit ihren Kenntnissen der französischen Sprache und ihrem Wissen über die französische Kultur beeindruckte. Im Rahmen eines Mittagessens mit der Presse anlässlich des Staatsbesuches bemerkte John F. Kennedy:
„Ich bin der Mann, der Jacqueline Kennedy nach Paris begleitete – und ich habe es genossen.“

##### Ermordung des Präsidenten
Nachdem Anfang August 1963 ihr jüngstes Kind Patrick zwei Tage nach der Geburt gestorben war, erschien Jacqueline Kennedy seltener in der Öffentlichkeit. Ihren ersten Auftritt nach Patricks Tod hatte sie im November desselben Jahres: Sie begleitete ihren Ehemann zum Wahlkampf nach Texas. Beim Attentat auf Kennedy am 22. November in Dallas saß sie im von William Greer gesteuerten Cabrio auf der Rücksitzbank links neben ihrem Mann. Ihr Personenschützer war der Secret Service Agent Clint Hill.

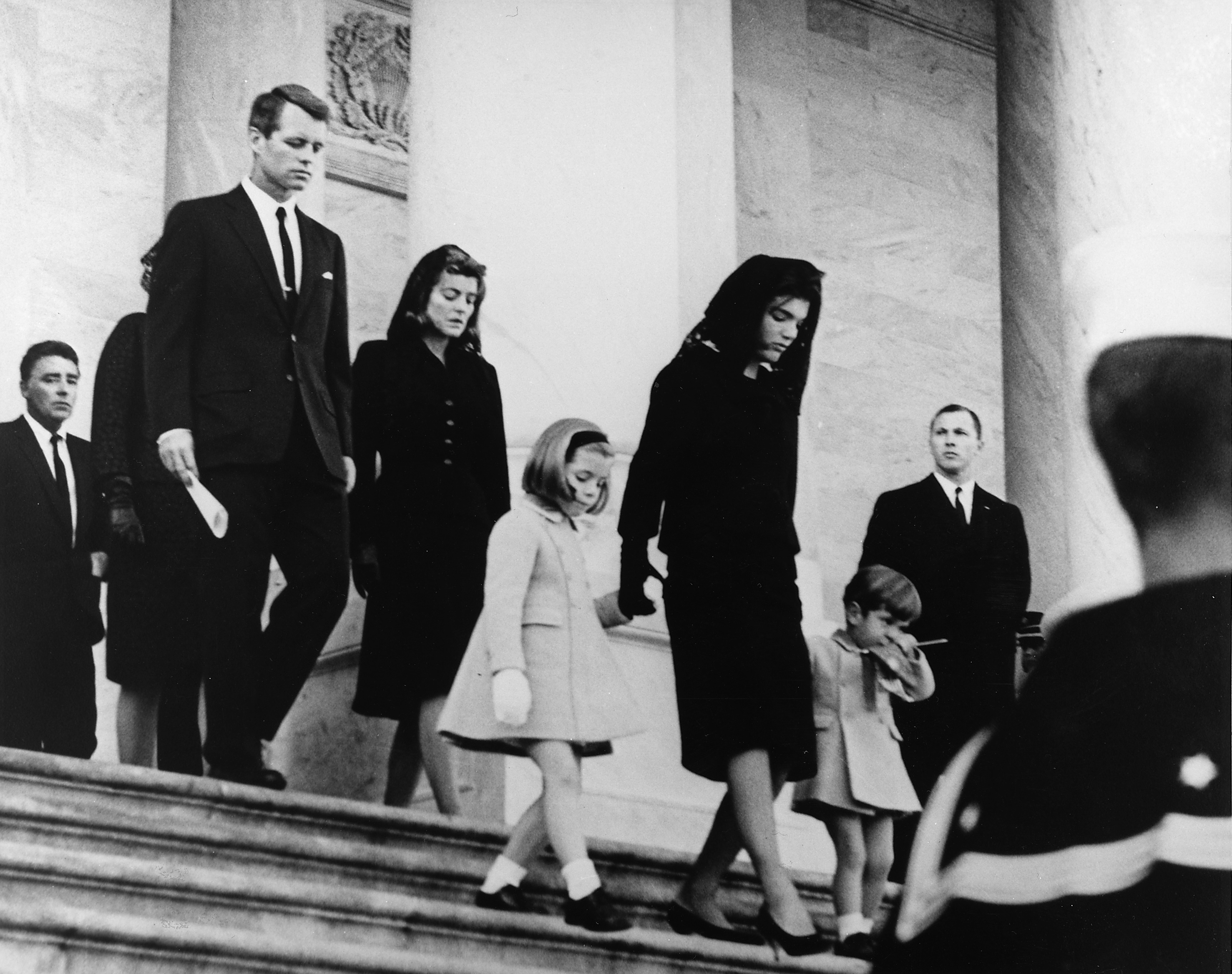
Jacqueline Kennedy mit ihren Kindern Caroline und John jr. auf den Stufen des Kapitols, in dem Kennedys Leichnam aufgebahrt lag; hinter ihr Robert F. Kennedy mit seiner Schwester Patricia Lawford (24. November 1963, Fotografie von Abbie Rowe)

Ihr blutbespritztes Kostüm wollte sie in den folgenden Stunden nicht wechseln. Sie trug es auch, als am selben Tag Lyndon B. Johnson in ihrer Anwesenheit als der neue Präsident der Vereinigten Staaten vereidigt wurde. Sie begründete dies damit, dass die Leute das Blut sehen sollten. Auf der Trauerfeier am 25. November entzündete sie die Ewige Flamme auf dem Nationalfriedhof Arlington.
Der Tod ihres Mannes hatte Jacqueline Kennedy zutiefst getroffen.

“I feel more cruelly every day what I have lost — I always would have rather lost my life than lost Jack.”

„Mit jedem Tag empfinde ich meinen Verlust schmerzlicher – Ich hätte lieber mein eigenes Leben verloren als Jack.“

### Nach dem Attentat auf JFK
Nach dem Auszug aus dem Weißen Haus zwei Wochen nach der Beerdigung erwarb Jacqueline Kennedy ein Apartment in der New Yorker Fifth Avenue und zog sich für ein Jahr aus der Öffentlichkeit zurück.
Im Mai 1965 weihte sie zusammen mit Königin Elisabeth II. in Runnymede, England, ein offizielles Denkmal ein, das John F. Kennedy gewidmet ist. Das Denkmal umfasst ein mehrere Hektar großes Gelände, auf dem im Jahr 1215 die Magna Carta von König John unterzeichnet worden war. Die Gedenkstätte wurde den USA von Großbritannien übereignet. Zwei Jahre später nahm Jacqueline Kennedy an der Taufe des Flugzeugträgers John F. Kennedy in Newport News, Virginia, teil.
In den späten 1960er Jahren half sie mit, das historische New Yorker Grand Central Terminal vor dem Abbruch zu bewahren, indem sie eine Bürgerinitiative anführte.
Jacqueline Kennedy erfüllte sich im November 1967 – mitten im Vietnamkrieg – ihren „lebenslangen Wunsch“, die kambodschanischen Tempelanlagen von Angkor Wat zu besuchen. Dort empfing sie der kambodschanische Staatschef Prinz Norodom Sihanouk. Die Zeitschrift Life bezeichnete sie daraufhin als „inoffizielle Wanderbotschafterin“ der USA (“America’s unofficial roving ambassador”). Kennedys Charmeoffensive war dem auf Südostasien spezialisierten Historiker Milton Osborne zufolge „der Beginn der Wiederherstellung der kambodschanisch-amerikanischen Beziehungen, die sich auf einem sehr niedrigen Niveau befunden hatten“.
1968 wurde Jacqueline Kennedy zusammen mit Věra Čáslavská zur Frau des Jahres gewählt. Das Ladies Home Journal wählte sie unter die 100 mächtigsten Frauen des 20. Jahrhunderts.

### Ehe mit Aristoteles Onassis
Am 20. Oktober 1968 heiratete Jacqueline Kennedy auf der Insel Skorpios den 23 Jahre älteren, griechischen Großreeder und Milliardär Aristoteles Onassis (1906–1975). Mit ihren Kindern verließ sie daraufhin die USA. Durch die Heirat verlor sie ihren Anspruch auf den Schutz durch den Secret Service.
Die Öffentlichkeit reagierte irritiert, als die Hochzeit bekannt wurde. Die Bild-Zeitung veröffentlichte die Schlagzeile, Amerika habe eine Heilige verloren. Ein US-amerikanischer Kommentator bezeichnete die Heirat als schwerste Beleidigung der amerikanischen Männer seit Pearl Harbor. Auch Freunde kritisierten Jacqueline Kennedy Onassis. Später rechtfertigte sie sich so: „Ich konnte nicht länger als Kennedy-Witwe leben. Es war ein Ausbruch aus der beklemmenden Besessenheit, mit der die Amerikaner mich und meine Kinder in Anspruch nahmen.“
Jacqueline und Aristoteles Onassis sahen sich selten. Onassis wurde in der Öffentlichkeit wiederholt mit Maria Callas gesehen. Jacqueline Kennedy lebte abwechselnd auf Skorpios und in Paris. Die meiste Zeit verbrachte sie mit Reisen und Einkaufen, was wiederholt zu Auseinandersetzungen des Paares führte. Onassis gab ihr infolge der hohen Ausgaben bei ihren Einkäufen den Spitznamen Supertanker, da er meinte, sie kostete ihn genauso viel wie der Kauf eines Schiffes.
Onassis ließ gerade die Scheidung vorbereiten, als er am 15. März 1975 starb. Zu diesem Zeitpunkt befand sich Jacqueline Kennedy mit ihren Kindern in New York. Ihr Anteil am Erbe war durch einen Ehevertrag stark eingeschränkt. Sie akzeptierte schließlich die von Christina Onassis angebotenen 27 Millionen US-Dollar. Im Gegenzug verzichtete sie auf sämtliche Ansprüche in Bezug auf das Anwesen der Familie Onassis.

### 1975–1980
Im August 1975 gelangte Jacqueline Kennedy Onassis unfreiwillig in das US-Männermagazin Hustler. Der Paparazzo Settimio Garritano hatte sie unbekleidet auf Skorpios fotografiert. Larry Flynt kaufte die Aufnahmen und veröffentlichte sie. Ab diesem Zeitpunkt verwendeten die Medien mehr und mehr die Bezeichnung „Jackie O“.
Jacqueline Kennedy Onassis lebte in New York und Martha’s Vineyard mit dem belgischstämmigen Maurice Tempelsman (* 26. August 1929) zusammen, einem verheirateten Industriellen und Diamantenhändler. Dieser war 1940 mit seiner Familie vor der Bedrohung durch den NS-Staat geflohen. Sie hatten sich in den 1950er Jahren kennengelernt, als er den damaligen Senator John F. Kennedy südafrikanischen Unternehmern aus der Diamantenindustrie vorstellte.
Ab 1976 arbeitete sie als Lektorin beim Verlag Doubleday. Sie schätzte die Beiträge afro-amerikanischer Autoren zur US-amerikanischen Literatur und ermutigte Dorothy West, ihre Nachbarin in Martha’s Vineyard und letzte Überlebende der Harlem Renaissance, ihren Roman The Wedding zu vollenden, der 1995 veröffentlicht wurde. Dorothy West erwähnte Jacqueline Kennedys Ermutigungen in ihrem Buch.

### Letzte Jahre

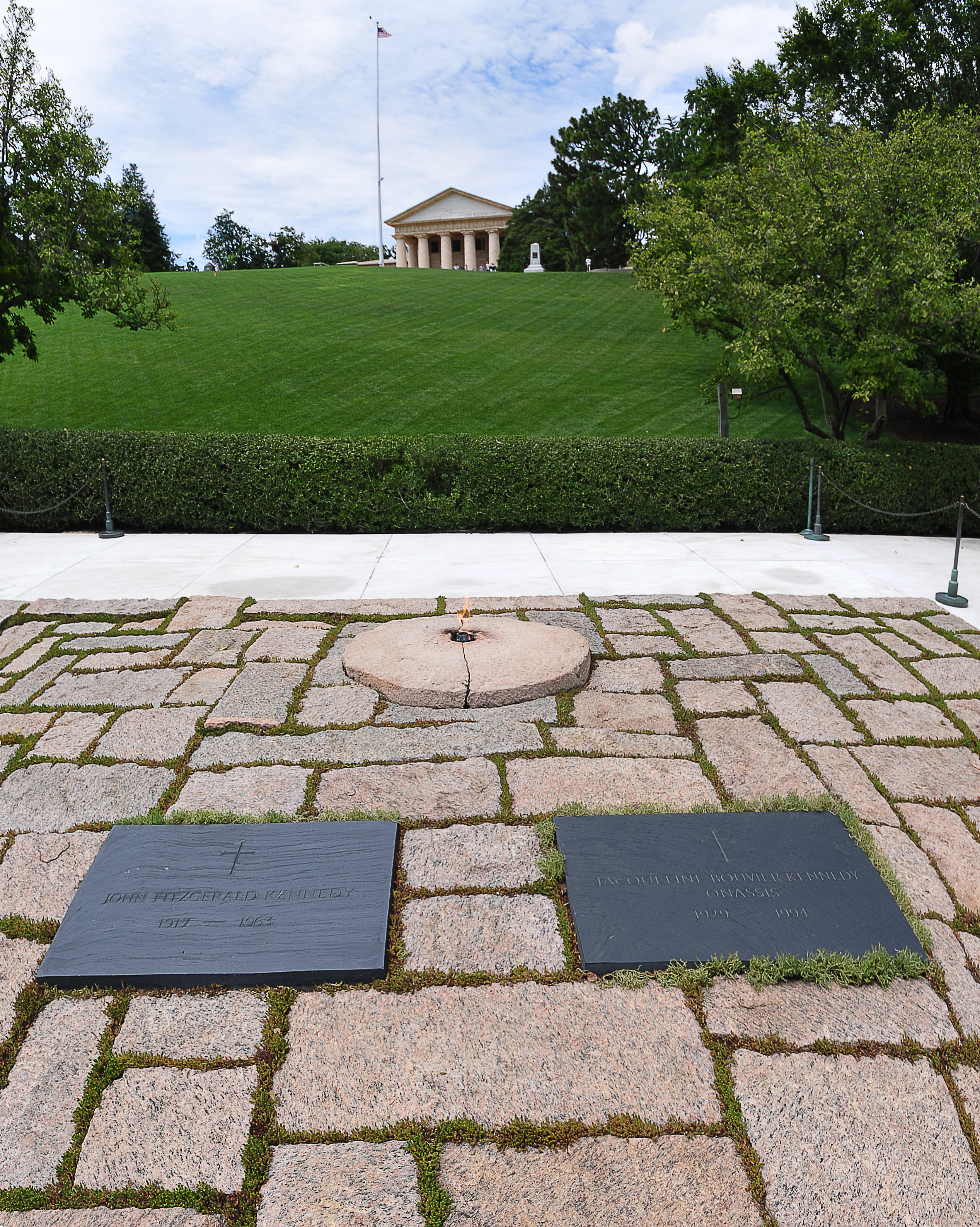
Grab von Jacqueline Kennedy Onassis neben John F. Kennedy

In den 1980er Jahren war sie eine wichtige Figur bei Protesten gegen einen geplanten Wolkenkratzer auf dem Columbus Circle, der große Schatten auf den Central Park geworfen hätte.
Im Januar 1994 wurde bei Jacqueline Kennedy Onassis ein Non-Hodgkin-Lymphom diagnostiziert. Einen Tag vor ihrem Tod kehrte sie ein letztes Mal aus dem Krankenhaus nach Hause zurück. Sie starb am 19. Mai 1994 um 22.15 Uhr im Alter von 64 Jahren im Schlaf in ihrer Wohnung in 1040 Fifth Avenue. Da sie in der Nacht starb, wird als Todesdatum oft auch der 20. Mai 1994 angegeben.
Ihre Beisetzung fand am 23. Mai statt. Sie wurde in Arlington neben ihrem ermordeten ersten Ehemann nach dem Ritus der katholischen Kirche bestattet. An ihrer Beisetzung nahmen die frühere First Lady Lady Bird Johnson und die damalige First Lady Hillary Clinton teil. Die Grabrede hielt Präsident Bill Clinton.
Ihre Grabinschrift „Jacqueline Bouvier Kennedy Onassis“ enthält sowohl ihren Geburtsnamen als auch die Namen ihrer beiden Ehemänner.

## Nach ihrem Tod
Kurz nach ihrem Tod wurden einige ihrer wertvollsten Besitztümer verkauft. Unter anderem erwarb Arnold Schwarzenegger, dessen damalige Ehefrau Maria Shriver eine Nichte Kennedys ist, einen Teil davon für insgesamt mehr als eine Million US-Dollar.
Nach Jacqueline Kennedys Tod wurde sehr viel Mühe in die Erhaltung ihrer Garderobe investiert, damit diese auf Ausstellungen präsentiert werden konnte. Kleidung wurde in säurefreien Kartons gelagert, hängende Kleider wurden mit Baumwollhüllen gestützt, damit der Stoff atmen konnte. Ausgestellte Stücke durften für maximal sechs Monate dem Licht ausgesetzt sein.

## Auszeichnungen
zu Lebzeiten
- 1947: Debütantin des Jahres
- 1951: Vogue Magazine Contest
- 1962: Emmy Special Award for public service (verliehen von der National Academy of Television Arts and Sciences)
- 1968: Frau des Jahres

spätere Würdigungen
- 1995: Women’s International Center Living Legacy Award
- Eine der 100 mächtigsten Frauen des 20. Jahrhunderts – eine Bewertung des Ladies Home Journal

## Gedenken
Der Jacqueline Kennedy Garden an der Südseite des Weißen Hauses trägt seit den 1960er Jahren ihren Namen.
Im Central Park in New York, nahe ihrem Todesort, wurde der große Wasserspeicher und See, das Central Park Reservoir, in Jacqueline Kennedy Onassis Reservoir umbenannt.
1995 wurde in New York die Jacqueline Kennedy Onassis High School for International Careers nach der ehemaligen First Lady der USA benannt.
Das New Yorker Metropolitan Museum of Art stellte 2001 einige ihrer Kleidungsstücke aus. Der Direktor der Ausstellung, Philippe de Montebello, sagte dazu: „Wir wollen den zeitlosen Einfluss ihrer außerordentlichen und unvergesslichen Anmut, ihre Grazie und ihren Stil feiern.“

## Biografische Rezeption

### Dokumentarische Schriften
2001 veröffentlichte Jacqueline Kennedys Schwester Lee Radziwill ein Buch mit dem Titel Happy Times. In einem Interview mit CNN gab sie an, dass Jacqueline und Onassis viel miteinander gemeinsam gehabt hätten.
Im September 2011 veröffentlichte ihre Tochter Caroline Kennedy Tonbänder mit Interviews, die ihre Mutter im März 1964 (vier Monate nach der Ermordung ihres Mannes) Arthur M. Schlesinger gegeben hatte. Sie erschienen auch in Buchform.
Die 33 Briefe mit einem Umfang von 130 handgeschriebenen Seiten, die sie an den irischen Priester Joseph Leonard schickte, sollten im Juni 2014 in Durrow versteigert werden. Sie wurden jedoch noch vorher wegen ihres persönlichen Charakters aus der Auktion genommen und Caroline Kennedy übergeben.

### Spielfilme und Miniserien
Diese Spielfilme beschäftigen sich (auch) mit Jacqueline Kennedy Onassis:
| Jahr | Titel                                                                                        | Regisseur           | als Jacqueline Kennedy                                   |
| ---- | -------------------------------------------------------------------------------------------- | ------------------- | -------------------------------------------------------- |
| 2017 | The Kennedys: After Camelot                                                                  |                     | Katie Holmes                                             |
| 2016 | Jackie: Die First Lady                                                                       | Pablo Larraín       | Natalie Portman                                          |
| 2013 | Parkland                                                                                     | Peter Landesman     | Kat Steffens                                             |
| 2011 | The Kennedys                                                                                 | Jon Cassar          | Katie Holmes                                             |
| 2008 | Grey Gardens                                                                                 | Michael Sucsy       | Jeanne Tripplehorn                                       |
| 2003 | Der amerikanische Traum: John F. Kennedy jr. America’s Prince: The John F. Kennedy Jr. Story | Eric Laneuville     | Jacqueline Bisset                                        |
| 2002 | Timequest                                                                                    | Robert Dyke         | Caprice Benedetti                                        |
| 2001 | Jackie, Ethel, Joan: The Women of Camelot                                                    | Larry Shaw          | Jill Hennessy                                            |
| 2000 | Thirteen Days                                                                                | Roger Donaldson     | Stephanie Romanov                                        |
| 2000 | Jackie Bouvier Kennedy Onassis                                                               | David Burton Morris | Joanne Whalley                                           |
| 1992 | Love Field – Liebe ohne Grenzen                                                              | Jonathan Kaplan     | Rhoda Griffis                                            |
| 1991 | Das Schicksal der Jackie O. A Woman Named Jackie                                             | Larry Peerce        | Roma Downey / Sarah Michelle Gellar (in jüngeren Jahren) |
| 1988 | Onassis: The Richest Man in the World                                                        | Waris Hussein       | Francesca Annis                                          |
| 1987 | LBJ: The Early Years                                                                         | Peter Werner        | Robin Curtis                                             |
| 1987 | Hoover vs. the Kennedys: The Second Civil War                                                | Michael O’Herlihy   | Jennifer Dale                                            |
| 1983 | Kennedy                                                                                      | Jim Goddard         | Blair Brown                                              |
| 1981 | Das Leben der Jackie Kennedy Jacqueline Bouvier Kennedy                                      | Steven Gethers      | Jaclyn Smith                                             |
| 1978 | Der große Grieche                                                                            | J. Lee Thompson     | Jacqueline Bisset (Rollenname: Liz Cassidy)              |

### Dokumentarfilme
| Erscheinung       | Titel                              | Regisseur             |
| ----------------- | ---------------------------------- | --------------------- |
| 30. November 1962 | Jacqueline Kennedy’s Asian Journey | Leo Seltzer           |
| 14. Februar 1962  | Tour of the White House            | Franklin J. Schaffner |
| 1960              | Primary                            | Robert Drew           |

### Bezüge in der Popkultur
- Die New-Order-Single 1963 basiert „auf einer Theorie, dass JFK versucht habe, seine Frau durch den Schuss loszuwerden.“[47]
- Shel Silversteins One’s On the Way stellt mit der Zeile „Und Jackie wurde tanzend in der letzten Disko gesehen“ einen Bezug zu Jacqueline Onassis her.[48]
- Das Rod-Stewart-Lied aus dem Jahr 1972 You Wear It Well enthält die Zeilen

„You made me feel a millionaire and you wear it well
Madame Onassis got nothing on you“
- In dem Lied Tire Me von Rage Against the Machine wird Jacqueline Kennedy in einer Anspielung auf den Tod von JFK genannt:

„I wanna be Jackie Onassis
I wanna wear a pair of dark sunglasses
I wanna be Jackie O
Oh oh oh oh please don’t die!“
- Jackie Kennedy und die Ermordung ihres Ehemannes ist das Thema des Tori-Amos-Liedes Jackie’s Strength.
- In der Seinfeld-Episode The Chaperone bewarb sich Elaine Benes um Bouviers Job bei dem Doubleday-Verlag. Nachdem Elaine den Job bei Doubleday nicht bekommen hatte, erhielt sie einen Job bei einem früheren (fiktiven) Freund von Jacqueline. Der Grund dafür, dass Elaine einen Job bei dem Freund erhielt: dieser fand, dass Elaine der verstorbenen Jacqueline ähneln würde. In der Episode trägt Elaine große Sonnenbrillen und einen Schal über ihrem Haar, Bestandteile eines Kleidungsstils, der Jacqueline in ihren späteren Jahren prägte. „Ich habe Mrs. Onassis sehr bewundert“, sagt Elaine zu dem Freund.
- In der Zeichentrickserie Die Simpsons lautet Marge Simpsons Geburtsname Bouvier, ihre Mutter heißt mit Vornamen Jacqueline. Springfields Bürgermeister Quimby spricht im englischsprachigen Original mit einem Tonfall, der dem John F. Kennedys sehr ähnelt. Seine Ehefrau erscheint regelmäßig in Jackies berühmtem roséfarbenen Chanelkostüm wie auch mit ihrer Frisur und ihrem Pillbox-Hütchen.
- Jackie O wird auch in dem Lied Lady Is a Vamp von den Spice Girls erwähnt. Eine Zeile des Liedes lautet:

„Jackie O, we loved her so
Sorry Mr. President, as far as we know.“
- Mos Defs Single Ms. Fat Booty vergleicht Mädchen in dem Lied mit Jacqueline Kennedy („She was like J. Kennedy“).[52]
- Carly Simon schrieb das Lied Touched by the Sun, das auf ihrem Album Letters Never Sent 1994 erschienen und Bouvier gewidmet ist.
- Das Lied Posthuman aus dem Album Mechanical Animals von Marilyn Manson enthält die Zeilen:

„She’s pilgrim and pagan
Softworn and so-cial
In all of her dreams
She’s a saint like Jackie-O“
- Marilyn Mansons Musikvideo mit dem Lied Coma White enthält eine Passage, in der die Ermordung John F. Kennedys nachgespielt wird. Mansons damalige Freundin Rose McGowan spielt Jacqueline Kennedy.
- In dem Lied Anything von Third Eye Blind wird Jackie O mehrmals erwähnt. Eine Zeile lautet:

„Jackie O with the top down open.“
- In dem Lied Saturn 5 der Inspiral Carpets wird sie als „the most beautiful woman alive“ betitelt.
- Parker Posey spielt in dem Film The House of Yes eine Person, die sich gerne Jackie O nennt, da sie von Jackie fasziniert ist.
- Gil Scott-Heron erwähnt Bouvier in seinem Werk The Revolution Will Not Be Televised. Die betreffenden Zeilen lauten:

„There will be no highlights on the eleven o'clock
news and no pictures of hairy armed women
liberationists and Jackie Onassis blowing her nose.“
- Das Lied Bullet von Misfits, welches sich mit der Ermordung von Kennedy beschäftigt, enthält eine Zeile, die „Run Jackie run“ lautet.
- In dem Film Natürlich blond wird die Protagonistin Elle Woods von ihrem Freund Warner verlassen, einem angehenden Harvard-Studenten und zukünftigen Senator. Zur Begründung äußert er sich so:

„Ich brauche eine Jacky. Keine Marilyn!“
- Michael Daugherty komponierte eine Oper namens „Jackie O“.
- Die Band The B-52s spielt in ihrem Lied „52 girls“ auf „Jackie O“ an.
- In der US-amerikanischen Zeichentrickserie The Venture Brothers tritt Dr. Girlfriend, die Partnerin eines der Bösewichte der Serie, stets in einem rosafarbenen Chanelkostüm mit dem Pillbox-Hut auf.

## Eigene Veröffentlichungen
- A Memoir, 1967, Look Magazine, 27 November
- A Dream Realized, 1971, Ladies’ Home Journal, September
- mit Lee Bouvier Radziwill: One Special Summer. New York 1974, Delacorte Press
- Being Present, 1975, The New Yorker, 29. Januar
- The Firebird and Other Russian Fairy Tales, New York 1978, Viking Press
- Introduction, 1979, Atget’s Gardens. William Howard Adams Garden City: Doubleday
- Introduction, 1988, Moonwalk. Michael Jackson New York: Doubleday
- (als Herausgeberin): In the Russian style, 1976, London

## Trivia
- Nikita Chruschtschow schenkte Jacqueline Kennedy 1961 einen Welpen (Pushenka) der Hündin Strelka, welche als erstes Lebewesen lebend aus dem Weltraum zurückgekehrt war.[55]